# Nev Schulman
Yaniv "Nev" Schulman (Nueva York, 26 de septiembre de 1984) es un productor, actor y fotógrafo. Es conocido principalmente por el documental Catfish siendo él mismo el protagonista. También es el director y productor ejecutivo de la serie de televisión Catfish: Mentiras en la Red de MTV.

## Carrera profesional
Schulman comenzó a hacer fotos y se involucró en la fotografía después de haber estudiado danza durante 5 años. A la edad de 19 años él y su hermano mayor, el actor y director de cine Ariel, comenzaron una película/fotografía productora. En 2004, se involucró con la comunidad de danza contemporánea en la ciudad de Nueva York. Schulman es un miembro fundador del Young Leadership Committee de la organización juvenil, Leave Out Violence.
En 2010, Schulman se convirtió en el protagonista de Catfish; el documental, filmado por Ariel y su socio Henry Joost, donde Schulman conoció y se enamoró de Megan, una chica que conoció por internet. La premisa siguió Schulman en el camino de enamorarse de una chica que conoce en Internet, pero más tarde se entera de que ella no es exactamente quien decía ser.
En 2012, Schulman se convirtió en el anfitrión y productor ejecutivo del espectáculo Catfish, programa de televisión de MTV. Junto con su socio Max Joseph, ayuda a parejas que se han enamorado por Internet pero que nunca han tenido contacto en la vida real a conocerse en persona. Después de un proceso de investigación, se da la posibilidad de que ambos se conozcan en persona. Aunque cabe decir que la mayoría de veces lo único que se consigue es sacar a la luz muchas mentiras y decepciones.

## Vida personal
En mayo de 2016, Schulman anunció que estaba esperando su primer hijo, una niña, con su novia, Laura Perlongo. La pareja se comprometió en mayo de 2016. Laura dio a luz a su hija Cleo James el 21 de octubre de 2016. El 22 de julio de 2017, Schulman y Perlongo se casaron. En agosto de 2018, la pareja anunció que esperaban un segundo hijo, un varón. El 9 de enero de 2019, Perlongo dio a luz al segundo hijo de la pareja, Beau Bobby Bruce. En abril de 2021 anunciaron que esperaban su tercer hijo. Su tercer hijo, un varón, nació el 25 de septiembre de 2021.